# Нова Яндоба
Нова Яндо́ба (рос. Новая Яндоба, чув. Çĕнĕ Юнтапа) — присілок у складі Канаського району Чувашії, Росія. Входить до складу Янгліцького сільського поселення.
Населення — 213 осіб (2010; 217 у 2002).
Національний склад:
- чуваші — 98 %